# Хайнрих Щрак
Йохан Хайнрих Щрак (на немски: Johann Heinrich Strack, Heinrich Strackе) е германски архитект от училището на Шинкел.

## Биография
Роден е на 6 юли 1805 година в Бюкебург, провинция Долна Саксония, Германия. Той е син на художника на портрети Антон Вилхелм Щрак (1758 – 1829). Майка му е от прочутата фамилия на художници Тишбайн. Между 1824 и 1838 г. следва в Берлинската строителна академия и в Академията по изкуство. През 1830 г. пътува с Фридрих Август Щюлер в Русия, Англия и Франция.
През 1825 – 1832 г. Щрак работи при Карл Фридрих Шинкел. През 1841 става професор в Художествената академия, където от 1839 г. е учител по архитектура. От 1842 г. е дворцов строителен инспектор, а от 1875 г. е главен строителен инспектор. Той служи най-вече на наследника на трона – принц и бъдещ германски кайзер Вилхелм I, дава уроци по рисуване на сина му Фридрих III, когото придружава през 1853/1854 г. в пътуването му в Италия. През 1854 г. става професор на Берлинската строителна академия.
През 1862 г. Щрак открива в Атина, заедно с Ернст Курциус и Карл Бьотхер, при Акропола останките на Дионисовия театър. Пенсионира се през 1876 г. и кайзер Вилхелм I Велики го нарича „Архитект на императора“.
Умира на 13 юли 1880 година в Берлин на 75-годишна възраст.

## Избрани творби
- 1845–1849: Дворец Бабелсберг, завършен след смъртта на Лудвиг Персиус
- 1854: Реставрация на Стария дворец, Унтер ден линден, Берлин
- 1853–1856: Църква „Св. Андрей“, Фридрихсхайн
- 1856–1858: Разширение на Двореца на кронпринцовете, Унтер ден линден, Берлин
- 1867–1868: Портиерни на Бранденбургската врата
- 1869–1873: Колона на победата, парк Гросер Тиргартен, Берлин
- 1866–1875: Стара национална галерия, Берлин
- 1853–1856: Кула Флатов в парка Бабелсберг
- 1870/1871: Редизайниране на Берлинския съдебен вал в парка на двореца Бабелсберг

## Галерия
- Дворец Бабелсберг (1845–1849)
- Дворец Бабелсберг
- Кула Флатов в парка Бабелсберг (1853–1856)
- Колона на победата (1869–1873)
- Колона на победата (детайл)
- Стълбище вътре в Колоната на победата